# Myōen
Myōen (japanisch 明圓; gestorben  1199) war ein führender japanischer buddhistischer Meister der En-Schule (円派), tätig von der späten Heian- bis zur frühen Kamakura-Zeit.

## Leben und Wirken
Myōen war ein Sohn des Bildhauers Chūen (忠圓). Zusammen mit Inson (院尊) von der In-Schule (院派) – war er ein mächtiger Meister in der Welt der buddhistischen Kunst in Kyōto. Er erhielt den Titel „Hokan“ im Jahr 1174 für seine Arbeit an der Errichtung des Tempels Rengeshin-in (蓮華心院). Er baute die Amida-Statue für Yoshida Tsunefusa (吉田 経房; 1142–1200) im Jahr 1176 und die Statuen der „Fünf Großen Myōō“ (五大明王, Godai Myōō), die allerdings mit 70 cm sehr klein waren, im Tempel Daikaku-ji im selben Jahr.
Im Jahr 1181 stritt Myōen sich mit Inzon um die Errichtung des buddhistischen Tempels Kōfuku-ji, und von 1191 bis 1195 schuf er die Statuen in der Kondō-Halle (金堂) des Kofuku-ji. Sein Stil zeichnete sich durch einen eleganten traditionellen japanischen Stil aus.